# Ядранка Владова
Ядранка Владова (на македонска литературна норма: Јадранка Владова) е детска писателка, критичка, преводачка и университетска преподавателка от Република Македония.

## Биография
Родена е в Скопие на 20 април 1956 година. Преподава във Филологическия факултет на Скопския университет предметите Световна литература и Литература за деца. Член е на Македонския ПЕН център. Автор е на художествена и научна литература, както и учебници и учебни помагала. Превежда от различни балкански езика. Адаптира на македонски литературен език „Ние, врабчетата“ от Йордан Радичков.
Ядранка Владова умира през декември 2004 година в Скопие.

## Творчество
- Скарбо во мојот двор, (1986)
- Воден знак, (1990)
- Измислување на светот, (1991)
- Мојот пријател А. (1992)
- Девојчето со две имиња (1993 и 2001)
- Волшебноста на зборот (1994)
- Гледалото зад огледалото (1999)
- Деца како мене (в съавторство с фотографа Владимир Тодоров), 2000
- Учебник по македонски јазик за I година гимназија (ПЕКСНАС), 1997
- Македонско-чешки речник (съавтор), 1998
- Основи на демократијата за I одделение (2000)
- Пристап кон лирската песна за основното образование (2000)
- Читанка за петто одделение (2001)
- Македонски јазик и литература за петто одделение (2001)
- Македонски јазик и литература за шесто одделение (2001)
- Детска литература (2001)